# オメガ対テロ特殊部隊 (ウクライナ国家親衛隊)
オメガ対テロ特殊部隊 (ウクライナ語: Окремі загони спеціального призначення «Омега») は、ウクライナの特殊部隊。ウクライナ国家親衛隊司令部直属である。

## 歴史

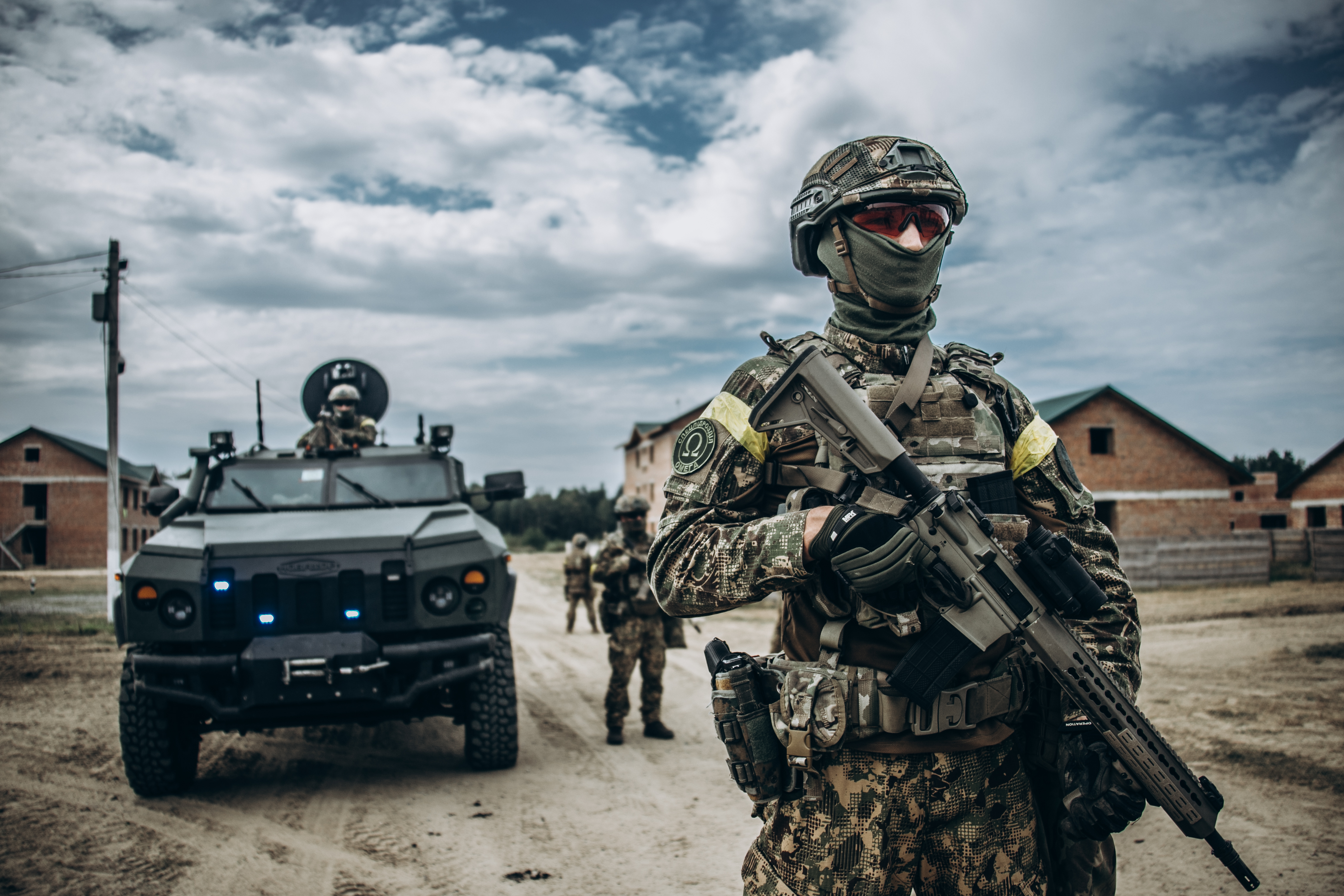
オメガ部隊の隊員

オメガ部隊はもともと2003年にウクライナ国内軍の対テロ部隊として設立された。国内軍が2014年に解散すると、部隊は新たに結成されたウクライナ国家親衛隊に移管され、キーウ、ハルキウ、オデッサ、リヴィウ、オレクサンドリーアに駐留する5つの独立分遣隊となった。これらの分遣隊は2022年秋に現在の特別作戦センターに統合された。
ロシアによるウクライナ侵攻以来、部隊は前線全体に展開している。侵攻の最初の数日間、部隊のメンバーはホストーメリ空港の戦いに参加した。その後、部隊はモシュチュン、ホレンカ、イルピンなど、キーウ周辺のいくつかの集落を防衛した。同時に、他のオメガ部隊兵士はハルキウを防衛した。
2022年春、部隊は第36独立海軍歩兵旅団の砲兵群をロシア占領地域から避難させた。海軍歩兵隊員はマリウポリから脱出し、オメガ部隊が展開する前にすでに敵地を60キロ移動していた。レレカ無人航空機がロシア軍の陣地周辺で海軍歩兵隊員を誘導するために運用されている間、軽装備のオメガ部隊は敵地に移動して海軍歩兵隊員と合流し、彼らを安全な場所まで護衛した。
2022年4月、部隊はクレミンナ周辺で偵察と破壊工作の任務を遂行した。同年後半、部隊はヴフレダールの戦い、具体的にはパヴリフカ村でロシア軍の第155独立親衛海軍歩兵旅団と戦った。
2023年後半から2024年初頭にかけて、オメガの攻撃機がアウディーウカ周辺に配備され、対戦車ミサイルやFPVドローン、即席の多連装ロケットシステムを使用してロシア軍に大きな損害を与えた。この期間中、ソーシャルメディアに投稿された動画には、オメガ部隊の狙撃兵がロシア軍の支配地域に侵入し、ロシア兵と交戦する様子も映っていた。

## メンバー

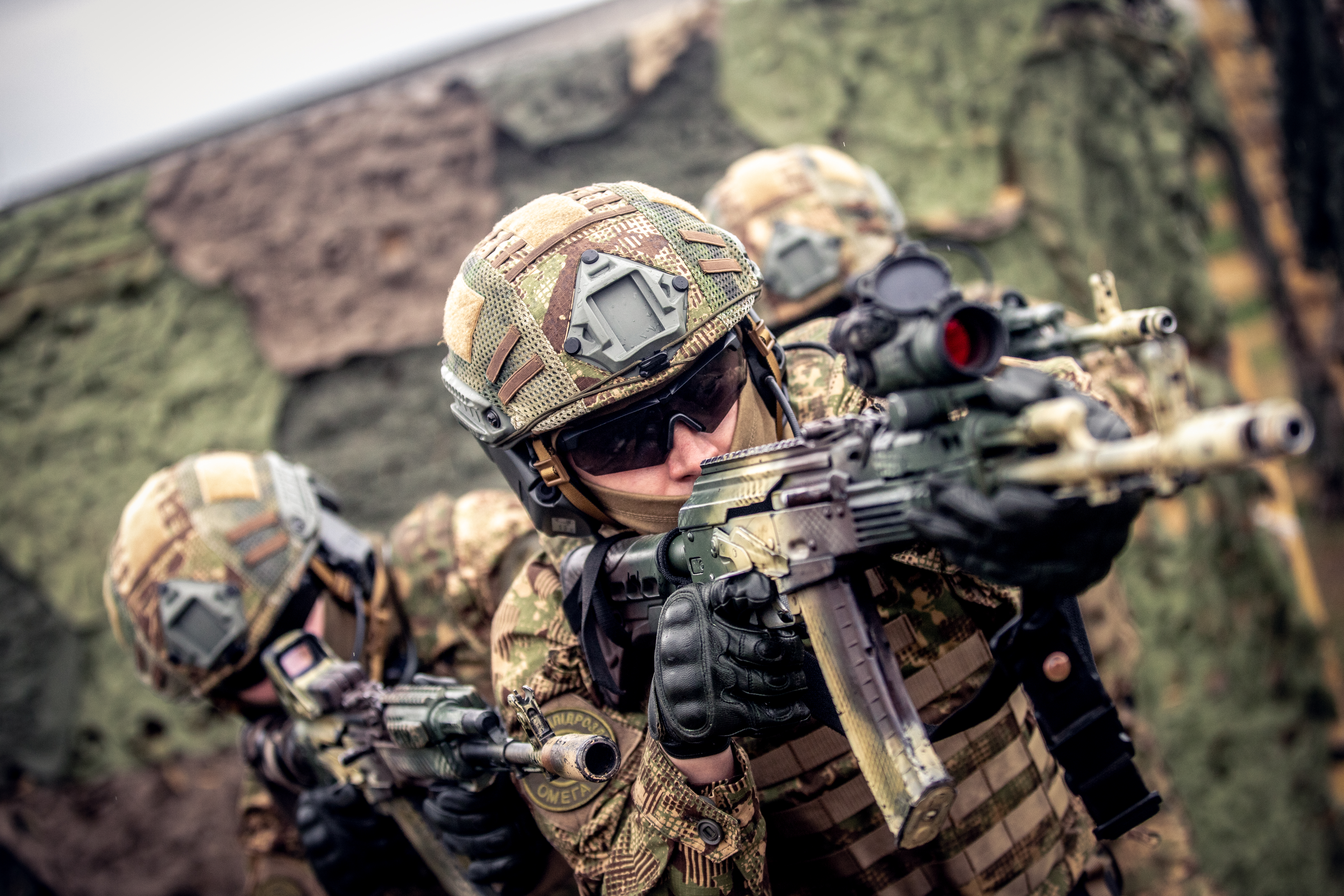

オメガ対テロ特殊部隊のメンバーのほとんどはウクライナやソ連の特殊部隊の元隊員である。この部隊は一般的に宣伝を避けている。